# Mittmedia
Mittmedia (mit dem Stammunternehmen Mitt Media Förvaltnings AB) ist eines der größten Medienunternehmen in Schweden. Der Verbund besteht aus mehreren Tageszeitungen, Druckereien und privaten Radiostationen. Mittmedia gehört mit 70-prozentigem Anteil der Stiftung Nya Stiftelsen Gefle Dagblad und zu 30 Prozent der Stiftelsen Pressorganisation. Sitz von Mittmedia ist Gävle.

## Historie von MittMedia
Mittmedia hieß bis 2003 Gevle Dagblads Förvältnings AB und besaß unter anderem das Gefle Dagblad, Sundsvalls Tidning und einige Radio Rix-Stationen. Nach dem Ankauf des Arbetarbladet wurde der Konzern in MittMedia umbenannt und in mehrere Tochterunternehmen aufgeteilt.
Beim Verkauf von Centraltidningar im Jahr 2005 erwarb Mittmedia Anteile des Zeitungskonzerns, der unter anderem Öresunds-Posten und mehrere Zeitungen in Hälsingland herausgibt. 2006 kaufte Mittmedia die Länstidningen i Östersund auf.

## Wichtige Tochtergesellschaften
- Gävletidningar (mit 9,1 Prozent im Besitz des Arbetarbladet Intressenter AB), Herausgeber von Gefle Dagblad und Arbetarbladet, inklusive deren Druckereien und der Presseagentur Gävle Nyhetsbyrå.
- Tryckeri AB Ljusnan (Tageszeitung Ljusnan).
- Rondellen i Norden AB (Hudiksvalls Tidning, Hälsingekuriren und Ljusdals-Posten).
- Sundsvalls Tidning AB (Sundsvalls Tidning und Dagbladet).
- Tidningen Ångermanland AB (Tidningen Ångermanland).
- AB Allehanda (Örnsköldsviks Allehanda).
- Östersundstidningar AB (Östersunds-Posten und Länstidningen in Östersund).

MittMedia betreibt außerdem die privaten Rundfunkstationen:
- Radio Rix in Sandviken, Hälsingland, Sundsvall und Örnsköldsvik.
- Radio Guld in Sundsvall

## Übrige Geschäftsfelder
- Mittmedia besitzt 5 Prozent Anteile der Nachrichtenagentur Tidningarnas Telegrambyrå und 22 Prozent des Konzerns von Nerikes Allehanda.
- Alle Zeitungen von Mittmedias sind im Werbeverbund Lokus.